# Shawn Flarida
Shawn Flarida (* 30. April 1969) ist ein US-amerikanischer Westernreiter.

## Werdegang
Bei den Weltmeisterschaften 2002 in Jerez de la Frontera gewann er im Reining auf San Jo Freckless die Goldmedaille. Auch mit der Equipe gewann er zusammen mit Tom McCutcheon, Craig Schmersal und Scott McCutcheon die Goldmedaille.
Bei den Weltmeisterschaften 2010 in Lexington (Kentucky) gewann er auf RC Fancy Step Mannschafts-Gold zusammen mit Tim McQuay, Craig Schmersal und Tom McCutcheon für die USA.
Bei den Weltmeisterschaften 2014 in der Normandie siegte Shawn Flarida mit Spooks Gotta Whiz. Zusammen mit der US-amerikanische Equipe, bestehend aus Mandy McCutcheon, Andrea Fappani und Jordan Larson gewann er wiederum Gold.
2022 erreichte Shawn Flarida den Status eines NRHA Seven Million Dollar Riders, was bedeutet, dass er mit Preisgeldern bereits mehr als 7 Mio. $ bei NRHA-Turnieren verdient hat.

## Privates
1992 heiratete er seine Highschool-Liebe Michele, mit der er drei Kinder hat (Cody, Courtney und Sam).

## Pferde (Auszug)
- RC Fancy Step (* 2004), Palomino Hengst, Vater: Wimpys Little Step, Muttervater: Doc Wilson
- Gunnatrashya (* 2006), Vater: Gunner, Mutter: Natrasha,

Gunnatrashyas Stallname ist Spanky. Er ist ein Eleven Million Dollar Sire und Vater von Gina-Maria Bethkes Erfolgspferd Gunnastepya
- Shine Chic Shine, (* 2007) Vater: Smart Chic Olena, der über seinen Vater Smart Little Lena von der legendären AQHA Hall of Fame-Stute Poco Lena abstammt[5]
- SDP Justice Is Comin (* 2007), Vater: TR Dual Rey, Muttervater: Freckles Playboy
- Quistador, (* 2007), Vater: Conquistador Whiz